# Sörla þáttr
Sörla þáttr eller Sörla þáttr eða Heðins saga ok Högna (dansk: Totten om Sørli eller sagaen om Hedin og Høgna) er en kort fortælling fra Óláfs saga Tryggvasonar en mesta som er nedskrevet i Flatøbogen. Manuskriptet blev skrevet og udarbejdet af to kristne præster, Jon Thordson og Magnus Thorhalson, i slutningen af 1300-tallet. Fortællingen begynder 24 år efter Frode Fredegods død, og foregår i 800- og 900-tallet. Den er en sammensat fortælling som indeholder historien om hvordan Freja købte halskæden brisingamen fra dværgene med løfte om at sove med dem, hvordan det førte til en blodig krig, og hvordan Olav Tryggvason bragte fred til landet.
Historien er parallel med elementer fra Heimskringla, dele af digtet Lokasenna (også kendt som Lokes skænderi, hvor Loke anklager Gefion for at sove med en mand for en halskæde), deler af digtet Húsdrápa (Loke stjæler halskæden Brisingamen), og den evige kamp, Hjaðningavíg (Deors klagesang). I slutningen af historien, løser kristendommens indtog den gamle forbandelse som efter traditionen skulle vare indtil Ragnarok.
Inde i disse historier er der flettet historier om Sörli den stærke – en søn af kong Erling fra Oppland. Han fælder en Kong Halvdan i Danmark og bliver så dræbt af hans søn Hedin. Så følger sagnet om Hedin, Høgne og Hildr.
Sagaen er et udpræget litterært produkt der låner fra mange steder i kildelitteraturen – blandt andre Ynglingesagaen (begyndelsen), Gylfaginning (kap. 33) og Þorsteins þáttr uxafóts. Den er derfor næppe ældre end fra den første del af 1300-tallet. Den er blevet beskrevet som "post-klassisk" idet dens elementer inkluderer en beskrivelse af Loke som "snu", tilsyneladende uden ironi, Freja og Lokes roller som domsmænd, og den åbne beskrivelse af Frejas seksualitet. Benjamin Thorpe fra 1800-tallet, beskrev Frejas rolle i fortællingen som "temmelig akavet".

## Freja og Dværgene
Fortællingen begynder i Asien i et land kaldet, og det fortælles at Odin var konge her. Herefter berettes at Freja var datter af Njord og Odins konkubine, og at han elskede hende højt.
Fire dværge ved navn Álfrigg, Dvalinn (Dwalin), Berlingr og Grérr bliver introduceret, og da de var dværge var de dygtige håndværkere og levede i en stor sten. På tidspunktet for fortællingen omgik dog almindelige mennesker mere end i dag.
En dag så Freja, at dværgene lavede et smukt halssmykke. Hun tilbyder at købe det for både guld og sølv, men dværgene svarer at de ikke mangler penge. Det eneste hun kan tilbyde i stedet, som de er interesserede i, er at hun ligger en nat med dem hver. Hun ligger som aftalt en nat med dem hver, og efter fire nætter får hun halskæden og kan tage hjem.